# Influencia cultural de los cometas

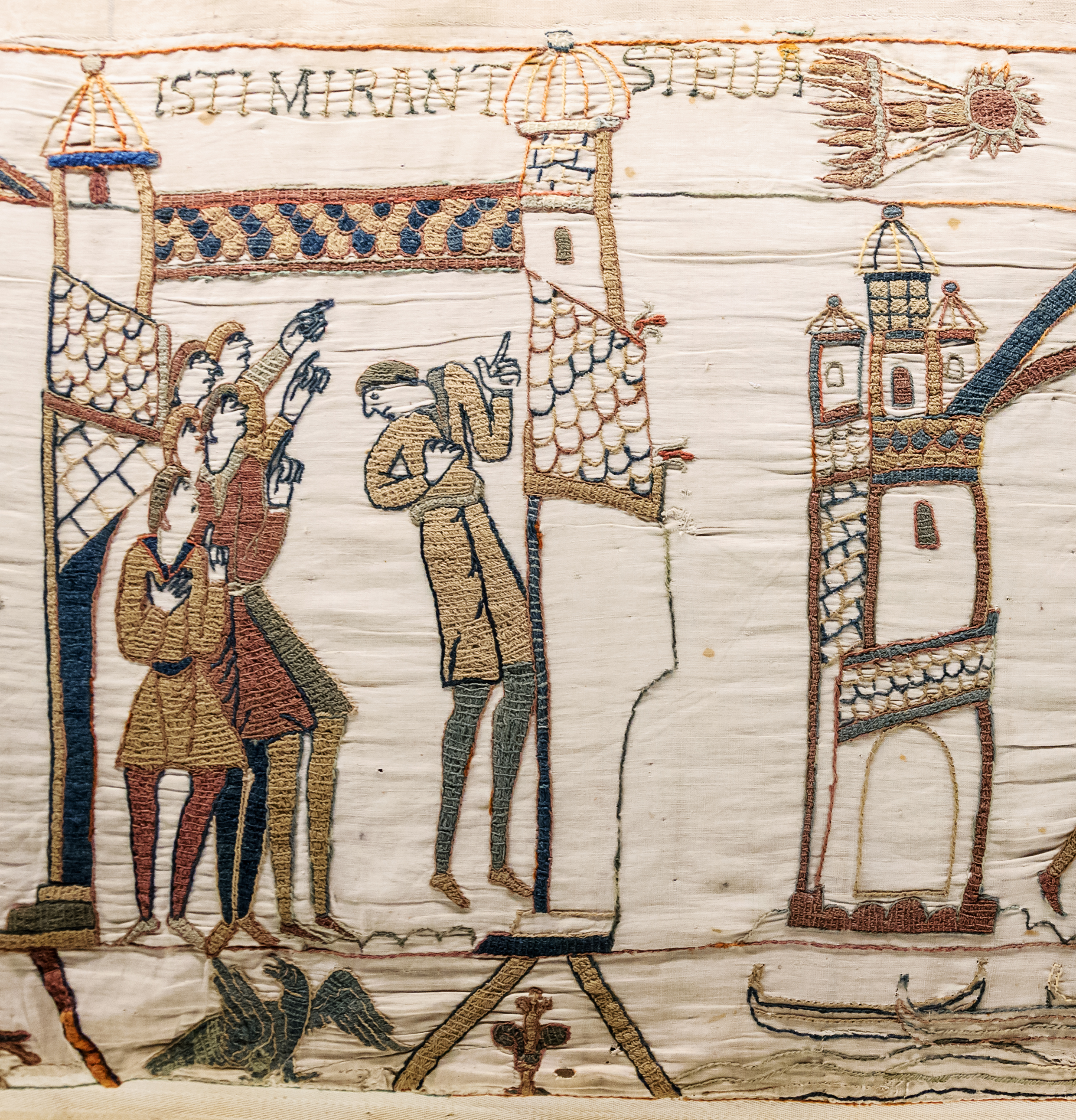
Representación pictórica del tapiz de Bayeux conmemorando la invasión normanda de Inglaterra del año 1066 y en la que se ve representado el paso del cometa Halley.

Los cometas han llamado poderosamente la atención de los seres humanos en las diferentes culturas. La aparición repentina de un cometa era frecuentemente atribuida con grandes males o augurios de cambio. Estas erróneas creencias han perdurado en algún sector de la sociedad hasta nuestros días a pesar de que hace mucho tiempo que se conoce la naturaleza exacta de los cometas. Los retornos del cometa Halley también han provocado a lo largo de la historia curiosas anécdotas.
Las diferentes culturas han relacionado la aparición de un cometa con diferentes aspectos de la vida humana.

## China
Son comunes las historias de astrónomos chinos ejecutados por no haber sido capaces de predecir la aparición de un cometa o de un eclipse solar, ya que eran tomados como malos presagios.

## Grecia clásica
En el año 372 a. C. se vio desde la Tierra un cometa del que Aristóteles afirmó que tenía una cola que ocupaba 60° en el cielo nocturno. Para Diodoro de Sicilia anunciaba la decadencia de los lacedemonios, y según Éforo de Cime la destrucción por el mar de las villas de Hélice y Bura en Acaya. 
Plutarco relata que para Timoleón de Corintio el cometa del año 343 a. C. fue el presagio del éxito de la expedición contra Sicilia. (Naturalmente para los sicilianos el presagio resultó ser funesto). Del cometa que apareció el año 134 a. C. se dijo que anunciaba el nacimiento del rey Mitrídates VI. Los historiadores Sozomeno y Sócrates cuentan que en el año 400 a. C. apareció un cometa «con forma de espada», que brilló sobre Constantinopla en el momento de las grandes desgracias, en que la amenazaba la perfidia de Gainas.

## Imperio romano
El historiador Josefo relata que en 66 d. C. —cuatro años antes de la destrucción de Jerusalén— apareció un brillante cometa, que hoy se sabe que se trataba del cometa Halley. Los romanos creyeron que el cometa que apareció a la muerte de Julio César en el año 44 a. C. era su propia alma. 
El historiador Suetonio atribuyó a la maligna influencia de los cometas los errores cometidos por Nerón, aconsejado por el astrólogo Babilus, quien aseguró que la muerte de Claudio había sido anunciada por un cometa. 
A pesar de lo arraigado de estas creencias, hubo gente en la antigüedad que no aceptaron el influjo cometario sobre las personas; uno de ellos fue el emperador Vespasiano: cuando los médicos le reprendieron porque hallándose gravemente enfermo despachaba los asuntos de Estado les respondió: «Es necesario que un emperador muera de pie». Al ver que los cortesanos contemplaban el cometa dijo riéndose: «Esta estrella con cabellera afectará al rey de Partia, que también tiene cabellos. A mí no me va a afectar porque yo soy calvo». Debido a su estado de salud Vespasiano murió poco después, en el año 79 d. C. Los supersticiosos romanos creyeron que fue debido a burlarse de la presencia ominosa del cometa.

## Época medieval
En tiempos medievales, continuó el miedo a los cometas que siguieron anunciando muertes de reyes, llegándose incluso a crear cometas imaginarios para justificarlas. Uno de ellos fue el del año 814 ―inexistente― que se dijo anunció la muerte de Carlomagno. El retorno del Halley en el año 837, anunció la muerte del rey Luis I de Francia, eso sí lo hizo con tres años de anticipación pues el monarca murió en el año 840. El pintor italiano Giotto puso un cometa (probablemente el del Halley) en su Nacimiento de Jesús. Paracelso en 1664 aseguraba que el cometa que apareció era una advertencia a Alfonso IV rey de Portugal.
En el siglo XVII Kepler creía que los cometas eran emanaciones de la Tierra, es decir un fenómeno atmosférico. Con estas ideas queda claro que el que había establecido las leyes con que se movían los planetas, no se preocupase del movimiento de los cometas. 
Se debe a los esfuerzos de Tycho Brahe, Newton y Edmund Halley que el estudio de los cometas a la categoría de movimientos planetarios. Newton inventó un procedimiento para determinar los elementos de las órbitas cometarias con pocas observaciones. Edmund Halley coronó su trabajo calculando las órbitas de 24 cometas de los que se tenían suficientes datos. Al compararlas entre sí, vio que algunas eran tan parecidas que parecían corresponder al mismo astro. El cometa de 1682, recién observado, pareció ser el mismo que los de 1607 y o 1531, por lo que predijo su vuelta para finales de 1758 o principios de 1759. Newton y Halley ya fallecidos no pudieron observar la vuelta del cometa.

## Época moderna
Para precisar más la vuelta del cometa Halley el matemático francés Alexis Clairault usó fórmulas matemáticas perfeccionadas. Él se encargó de determinar el álgebra del problema para saber cómo los planetas influían con su acción gravitatoria en la vuelta del cometa. 
La tarea del cálculo corrió a cargo de la matemática Hortensia Lepaute y del astrónomo francés Joseph Lalande y
Tras dedicar durante medio año todo su tiempo a calcular, encontraron junto con Clairaut que, Júpiter retrasaba la vuelta del cometa 518 días y Saturno unos 100 días, así que está revolución del Halley sería casi dos años más larga que la anterior. Calcularon el paso por el perihelio para abril de 1759 con un error de un mes. El cometa hizo su paso el 12 de marzo de 1759 y desde entonces se le conoce como cometa Halley en honor a su primer calculador.
El astrónomo Guillaume Le Gentil, de vuelta de la India —donde había ido a observar el tránsito de Venus de 1761—, trajo de allí una nueva planta que en Europa aún no tenía nombre. En honor a Nicole-Reine Hortensia Lepaute (la matemática que había colaborado en el cálculo de la vuelta del Halley) le puso el nombre de hortensia.
Del cometa Halley se conocen 31 apariciones desde el año 2315 a. C. hasta la más reciente de 1986, donde fue observado por sondas espaciales.
El famoso astrónomo Joseph Lalande. en su obra Réflexions sur les comètes (Reflexiones acerca de los cometas) cuenta que en ciertos casos los cometas pueden llegar a chocar con la Tierra, mucha gente entendió que había predicho que un cometa provocaría el fin del mundo y se provocó un temor de grandes proporciones, lo que forzó al rey a dar la orden al científico de que explicara para el gran público el sentido de su escrito.
El retorno del cometa de Carlos V fue anunciado para el 13 de junio de 1857. Ese día el cometa debía chocar con la Tierra y producir el fin del mundo, en los pueblos e incluso en París se hablaba del cometa con horror. También se anunció la destrucción de la Tierra el 12 de agosto de 1872.
En la vuelta del Halley a principios del siglo XX, la cercanía de su paso creó un miedo que impulsó la creación de un importante mercado para "máscaras anti-cometa" y otros artefactos supuestamente diseñados para protegerse de unas posibles emanaciones tóxicas. Hubo gente que se suicidó en Europa central y oriental, por la psicosis creada por los periódicos de que en el momento en que la Tierra pasase por dentro de la cola del cometa las personas de la Tierra quedarían envenenados.

## Nueva Era
Diferentes grupos de creencias comúnmente asignados o relacionados con movimientos de nueva era han otorgado un importante papel a los cometas modernos. Uno de los casos más conocidos ocurrió en 1997, en el paso del cometa Hale-Bopp cuando se esparcieron rumores de que una gran nave extraterrestre estaría siguiendo su paso, lo que incitó un suicidio en masa entre los seguidores de la secta Heaven's Gate (que creían que venía a rescatarlos, desencarnados).
En la actualidad, en la secta Hare Krishna, el paso de un cometa es observado con temor y reprensión. Los devotos se encierran en los templos y recitan el mantra Hare Krishna durante horas para contrarrestar y repeler la «inauspiciosidad» del cometa. Su gurú, Bhaktivedanta Swami Prabhupāda (1896-1977), decía que los cometas son como policías, que sólo deben asustar a las personas malvadas, porque viene a llevárselas.
A pesar de que la ciencia ha esclarecido la naturaleza de los cometas, aún hay segmentos de la población que tienen creencias astrológicas, en las cuales un cometa aparece como un presagio.
- Datos: Q5151648